# Austroterobia partibrunnea
Austroterobia partibrunnea är en stekelart som beskrevs av Girault 1938. Austroterobia partibrunnea ingår i släktet Austroterobia och familjen puppglanssteklar. Inga underarter finns listade.